# اولگا فیرسوا
اولگا فیرسوا (انگلیسی: Olga Firsova؛ زادهٔ ۲۳ آوریل ۱۹۷۶) بازیکن بسکتبال اهل ایالات متحده آمریکا است.